# Оверланд Парк
Оверланд Парк (енгл. Overland Park) град је у америчкој савезној држави Канзас.

## Демографија
По попису из 2010. године број становника је 173.372, што је 24.292 (16,3%) становника више него 2000. године.
|                   | 2010.            | 2000.            |
| Укупно            | 173 372 (100,0%) | 149 080 (100,0%) |
| Белци             | 140 087 (80,80%) | 131 782 (88,40%) |
| Хиспаноамериканци | 10 911 (6,293%)  | 5 620 (3,770%)   |
| Азијати           | 10 909 (6,292%)  | 5 703 (3,825%)   |
| Афроамериканци    | 7 518 (4,336%)   | 3 801 (2,550%)   |
| Остали            | 3 947 (2,277%)   | 2 174 (1,458%)   |

## Партнерски градови
- Битигхајм-Бисинген